# Chypre au Concours Eurovision de la chanson 1981
Chypre a participé au Concours Eurovision de la chanson 1981 le 4 avril à Dublin, en Irlande. C'est la première participation de Chypre à l'Eurovision.
Le pays est représenté par le groupe Island et la chanson Mónika (en), sélectionnés en interne par la RIK.

## Sélection interne
Le radiodiffuseur public chypriote, la Société de radiodiffusion de Chypre (RIK, Radiofonikó Idryma Kyprou), choisit en interne l'artiste et la chanson représentant Chypre au Concours Eurovision de la chanson 1981.
| Artiste | Chanson              | Langue | Traduction |
| ------- | -------------------- | ------ | ---------- |
| Island  | Mónika (en) (Μόνικα) | Grec   | –          |

Lors de cette sélection, c'est la chanson Mónika, interprétée par Island, qui fut choisie. Le chef d'orchestre sélectionné pour Chypre à l'Eurovision 1981 est Michális Rozakis. 

## À l'Eurovision

### Points attribués par Chypre
| 12 points | Irlande     |
| 10 points | Suisse      |
| 8 points  | Allemagne   |
| 7 points  | France      |
| 6 points  | Grèce       |
| 5 points  | Belgique    |
| 4 points  | Royaume-Uni |
| 3 points  | Yougoslavie |
| 2 points  | Pays-Bas    |
| 1 point   | Suède       |

### Points attribués à Chypre
| 12 points | 10 points     | 8 points             | 7 points             | 6 points      |
| --------- | ------------- | -------------------- | -------------------- | ------------- |
| - Grèce   | - Royaume-Uni | - Irlande - Pays-Bas | - Belgique - Norvège | - Yougoslavie |
| 5 points  | 4 points      | 3 points             | 2 points             | 1 point       |
| - Israël  |               | - Danemark - Suisse  |                      |               |

Island interprète Mónika en 18e position lors de la soirée du concours, suivant la Grèce et précédant la Suisse.
Au terme du vote final, Chypre termine 6e sur 20 pays participants, ayant reçu 69 points au total,.